# Urbányi Zóra
Urbányi Zóra (Palo Alto, 1997. július 26. –) énekesnő, dalszerző.

## Pályakép
A család az édesapja sportkarrierje miatt 1997-ben Palo Altóban élt, amikor Zóra született. Később a szülők Zórával és a két bátyjával hazaköltöztek Magyarországra.
Zóra hol Budapesten, hol Los Angelesben él. Tizenhatéves kora óta inkább Amerikában élt, mert Kristóf bátyja San Franciscóban tanult filmkészítést, míg ifjabb testvére, Kolos Kansas Cityben tanult. 2018-ban Kiss Tibor és Vastag Gábor Aranyakkord együtteséhez csatlakozott a Magtár klubban. 2020-ban Barabás Lőrinc dzsessztrombitással lépett lépett fel a Tribal Caféban. 2021. vége felé jelent meg első saját, magyar nyelvű dala, a Mámor.
Az énekesnő szereti Fiona Apple, David Bowie, Cseh Tamás és Másik János dalait, de énekel Kollár-Klemencz Lászlót, The Beatlest, Queent és Amy Winehouse-t is.